# 安卡拉省
安卡拉省（土耳其語：Ankara）是位于土耳其中部的一个省，面积25,706Km2，人口4,007,860人（2000年）。首府安卡拉同时也是土耳其的首都。